# Union Square (Nueva York)
Union Square es una intersección histórica y un vecindario circundante en Manhattan, Nueva York (Estados Unidos), ubicado donde Broadway y la antigua Bowery Road (ahora Cuarta Avenida) se unieron a principios del siglo XIX. Su nombre denota que "aquí estaba la unión de las dos principales vías de la isla". El parque Union Square actual está delimitado por la calle 14 al sur, la calle 15 al norte y Union Square West y Union Square East al oeste y al este, respectivamente. la calle 15 une Broadway y Park Avenue South en el extremo norte del parque, mientras que Union Square East conecta Park Avenue South con Fourth Avenue y la continuación de Broadway en el lado sur del parque. El parque es mantenido por el Departamento de Parques y Recreación de la Ciudad de Nueva York.
Los vecindarios adyacentes son Flatiron District al norte, Chelsea al oeste, Greenwich Village al suroeste, East Village al sureste y Gramercy Park al este. Muchos edificios de The New School están cerca de la plaza, igual que varios dormitorios de la Universidad de Nueva York. El lado este de la plaza está dominado por las cuatro Zeckendorf Towers, y el lado sur por One Union Square South, de uso mixto, de bloques cuadrados completos, que contiene una escultura de pared y un reloj digital llamado Metronome. Union Square Park también contiene una variedad de arte, que incluye estatuas de George Washington, Marqués de Lafayette, Abraham Lincoln y Mahatma Gandhi.
Union Square es parte del Distrito 5 y su código postal principal es 10003. Lo patrulla el Distrito 13 de la Policía de Nueva York. La estación Calle 14–Union Square del Metro de Nueva York, se encuentra debajo de Union Square.

## Historia

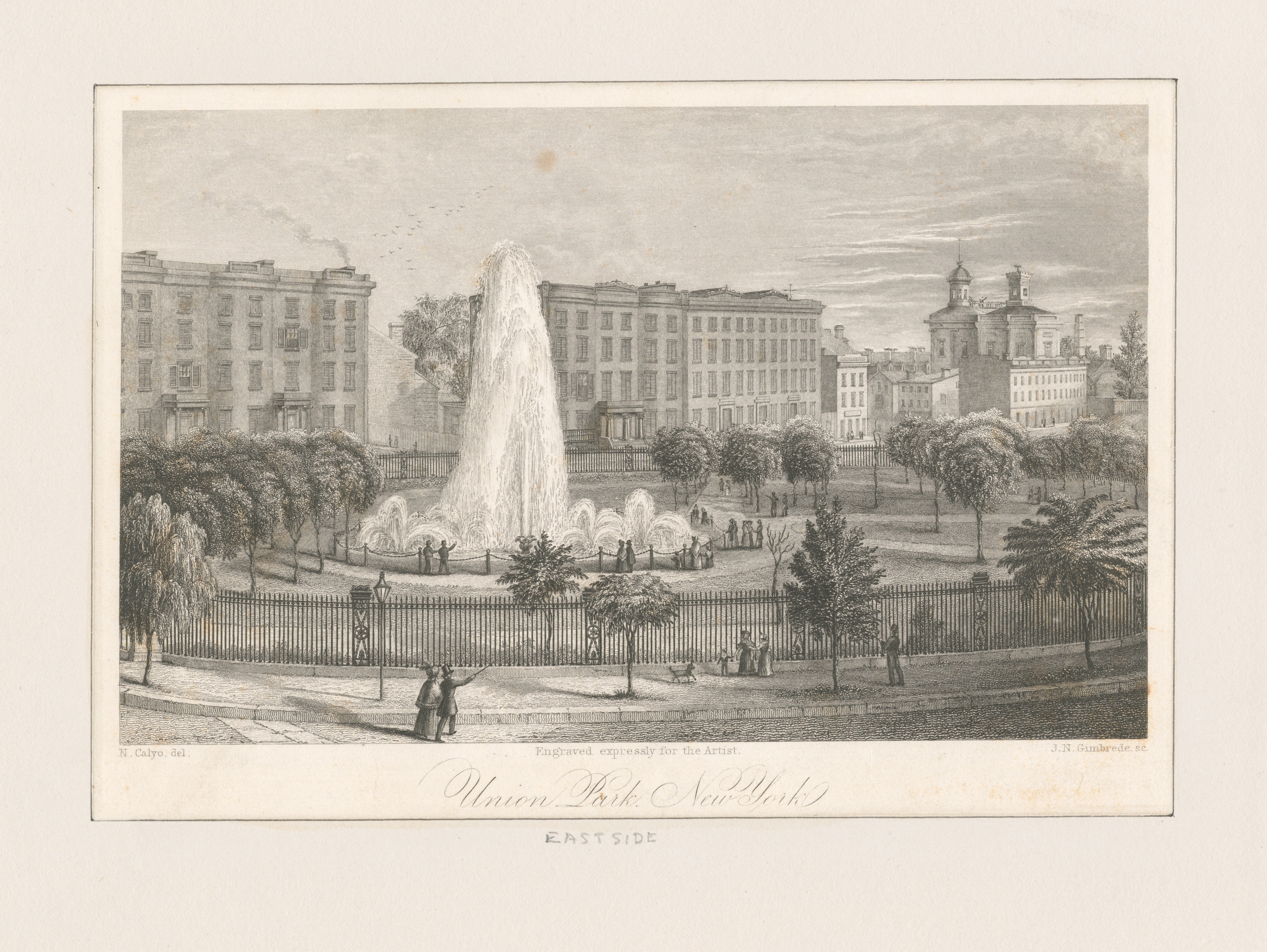
Union Park Nueva York (lado este), Biblioteca Pública de Nueva York

El área alrededor de la actual Union Square fue inicialmente tierra de cultivo. La parte occidental del sitio era propiedad de Elias Brevoort, : 221  quien más tarde vendió su tierra a John Smith en 1762; en 1788 se había vendido de nuevo a Henry Spingler (o Springler). En la parte este de la tierra había granjas propiedad de John Watts y Cornelius Williams. La esquina noroeste del sitio del parque contenía 1 acre (0,4 ha) de tierra propiedad del Manhattan Bank, que supuestamente fue un "refugio" para las empresas durante las epidemias de fiebre amarilla de la ciudad de Nueva York. : 222 
Cuando John Randel estaba inspeccionando la isla en preparación para el Plan de los Comisionados de 1811, Bloomingdale Road (ahora Broadway) se alejaba del Bowery en un ángulo agudo. Debido a que habría sido difícil desarrollar edificios en este ángulo, los comisionados decidieron formar un cuadrado en el sindicato. En 1815, por ley de la legislatura estatal, este antiguo campo de alfarero se convirtió en un bien público de la ciudad, al principio llamado Union Place. Originalmente, se suponía que Union Place se extendería de las calles 10 a 17. Varios funcionarios de la ciudad objetaron que Union Place era demasiado grande y solicitaron que se "descontinuara", y en 1814, la Legislatura del Estado de Nueva York actuó para reducir el tamaño del área al hacer de la calle 14 el límite sur. : 3 
En 1831, en un momento en que la ciudad se expandía rápidamente y el área circundante aún estaba escasamente desarrollada, Samuel Ruggles, uno de los fundadores del Bank of Commerce y el desarrollador de Gramercy Park en el noreste, convenció a la ciudad de cambiar el nombre del área. como "Union Square". Al hacerlo, Ruggles también logró que la ciudad ampliara los bienes comunes a la calle 17 en el norte y extendiera el eje de University Place para formar el lado oeste de la plaza, convirtiendo así el área común de un área triangular a una rectangular. : 5  En 1832, el área había sido rebautizada como Union Square. Ruggles obtuvo un contrato de arrendamiento por cincuenta años en la mayoría de los lotes circundantes de las calles 15 a 19, donde construyó aceras y bordillos. En 1834, convenció a la Junta de Concejales para que cerrara y nivelara la plaza, luego vendió la mayoría de sus contratos de arrendamiento y en 1839 construyó una casa de cuatro pisos frente al lado este de la plaza. El parque de Union Square se completó y abrió en julio de 1839.
Se construyó una fuente en el centro de Union Square para recibir agua del Acueducto de Croton, terminado en octubre de 1842. En 1845, cuando la plaza finalmente comenzó a llenarse de casas pudientes, se gastaron 116 000 dólares en pavimentar las calles circundantes y plantar la plaza, en parte debido al continuo estímulo de Ruggles. Los únicos supervivientes de esta fase inicial, aunque se han adaptado y reconstruido mucho, son una serie de casas adosadas de ladrillo de tres y cuatro pisos, 862–866 Broadway, en la esquina donde Broadway sale de la plaza en la calle 17. La Casa Everett en la esquina de la calle 15 y Fourth Avenue (construida en 1848, demolida en 1908) fue durante décadas uno de los hoteles más de moda de la ciudad.
En los primeros años del parque, una valla rodeaba el óvalo central de la plaza plantado con senderos radiantes bordeados de árboles. En 1872, Frederick Law Olmsted y Calvert Vaux fueron llamados a replantar el parque, como un claro abierto con grupos de árboles.
Al principio, la plaza, el último espacio público que funcionaba como entrada a la ciudad de Nueva York era en gran parte residencial: el Union League Club ocupó por primera vez una casa prestada para ese propósito por Henry G. Marquand en la esquina de la calle 15 y Broadway. Tras la Guerra de Secesión, el vecindario se volvió en gran parte comercial, y la plaza comenzó a perder prestigio social a principios del siglo XX, y muchas de las antiguas mansiones fueron demolidas.. Tiffany & Co., que se había mudado a la plaza desde Broadway. y Broome Street en 1870, dejó sus instalaciones en la calle 15 para trasladarse a la parte alta de la calle 37th Street en 1905; los plateros Gorham Company se trasladaron desde la calle 19 en 1906. La última de las mansiones privadas independientes del vecindario, Peter Goelet's en la esquina noreste de la calle 19, dio paso a un edificio comercial en 1897.

### El Rialto
El Rialto, el primer distrito de teatros comerciales de la ciudad de Nueva York, se ubicó en Union Square y sus alrededores a partir de la década de 1870. Lleva el nombre de Rialto de Venecia, un distrito comercial. La primera instalación que se abrió dentro de Union Square Rialto fue la Academia de Música, que abrió en Irving Place en 1854. El distrito de teatros se trasladó gradualmente hacia el norte, en vecindarios de la parte alta menos costosos y subdesarrollados, y finalmente en el actual Distrito de Teatros.
Antes de la Guerra de Secesión, los teatros de la ciudad de Nueva York estaban ubicados principalmente a lo largo de Broadway y Bowery hasta la calle 14, los de Broadway atraían más a las clases media y alta y los teatros de Bowery atraían a audiencias inmigrantes, empleados y la clase trabajadora. Después de la guerra, el desarrollo del distrito comercial Ladies 'Mile a lo largo de las avenidas Quinta y Sexta sobre la calle 14 tuvo el efecto de arrastrar las casas de juegos hacia la parte alta de la ciudad, por lo que se produjo una tira teatral "Rialto" en Broadway entre las calles 14 y 23, entre Union Square y Madison Square.

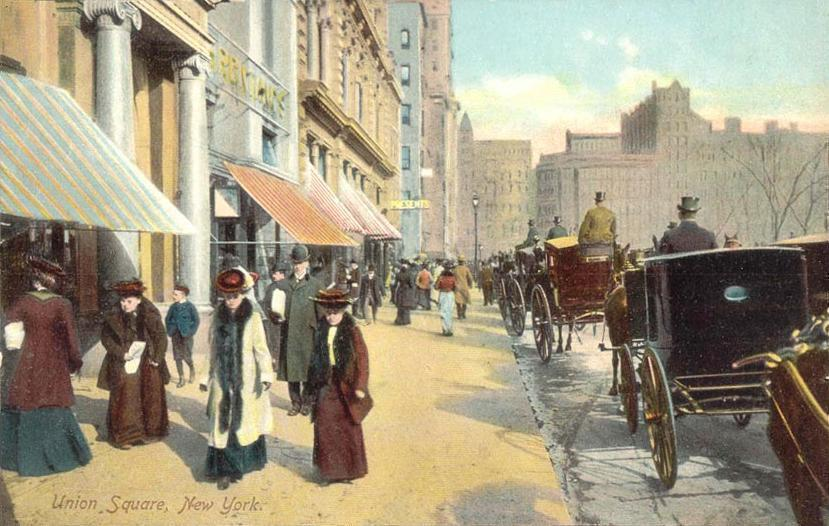
Union Square en 1908

Al mismo tiempo, una transición de sociedades anónimas, en las que una compañía de actuación residente se basaba en torno a una estrella o un empresario, a un sistema de "combinación", en el que las producciones se reunían una sola vez para montar una obra de teatro específica, expandió la cantidad de apoyo externo necesario para dar servicio a la industria teatral. Así, los proveedores de utilería, vestuario, pelucas, decorados y otras necesidades teatrales crecieron alrededor de los nuevos teatros. El nuevo sistema también necesitaba una forma organizada de involucrar a los actores para estas producciones únicas, por lo que surgieron corredores de talentos y agentes teatrales, al igual que casas de huéspedes de teatro, fotógrafos de teatro, agencias de publicidad, impresores de teatro y editoriales de teatro. Junto con los hoteles y restaurantes que atendían a los asistentes al teatro y a los compradores de la zona, Union Square Rialto era, a finales de siglo, un barrio teatral próspero, que pronto, sin embargo, emigraría a la parte alta de la ciudad a lo que se conoció como "Broadway" Rialto se incorporó al distrito de entretenimiento Tenderloin, más orientado hacia los vicios.

### Oficina y distrito mayorista
En la primera década del siglo XX, Union Square se había convertido en un importante centro de transporte con varias líneas ferroviarias elevadas y de superficie en las cercanías, y la estación Calle 14–Union Square del Metro de Nueva York abrió sus puertas en 1904. : 2  Con la reubicación hacia el norte del distrito de los teatros, Union Square también se convirtió en un importante distrito de ventas al por mayor con varios edificios tipo loft, así como numerosos edificios de oficinas. : 2  Las estructuras de oficinas incluyeron el Edificio Everett, erigido en la esquina noroeste de Park Avenue South y la calle 15 en 1908; : 4  el edificio Germania Life Insurance Company, erigido en la esquina noreste de la misma intersección en 1910-1911; : 6  y el Consolidated Edison Building, construido tres cuadras al sur en la calle 14 entre 1910 y 1914. : 5, 8 
Durante esta era, muchas de las casas más antiguas de Union Square se convirtieron en viviendas para inmigrantes y trabajadores industriales. Numerosos artistas se trasladaron a los áticos de las mansiones restantes a lo largo de la calle 14, donde tenían sus estudios. La Guía de la WPA de 1939 para la ciudad de Nueva York decía que en la década de 1920, "el lado sur de la calle Catorce se convirtió prácticamente en una extensión de Greenwich Village". Además, los valores inmobiliarios alrededor de Union Square habían disminuido en la década de 1920, con "casas burlescas, galerías de tiro y negocios de mala calidad" alineados en la plaza. A lo largo de la década, la mayoría de los edificios de la parte este de la plaza fueron adquiridos por los grandes almacenes S. Klein y Ohrbach's. : 2  La actividad inmobiliaria se reanudó a fines de la década de 1920 y, según un artículo de 1928 de The New York Times, "se planean o se están realizando varias operaciones más pequeñas en el vecindario".

### Finales delsigloXXy principios delXXI
Union Square fue nombrada Monumento Histórico Nacional en 1997, principalmente para honrarla como el lugar del primer desfile del Día del Trabajo.
Tras los ataques del 11 de septiembre de 2001, Union Square se convirtió en el principal punto de encuentro público de los dolientes. La gente creó espontáneos monumentos conmemorativos con velas y fotografías en el parque y se llevaron a cabo vigilias para honrar a las víctimas. En ese momento, los vehículos que no eran de emergencia estaban temporalmente prohibidos y el tránsito de peatones estaba restringido en el Lower Manhattan debajo de la calle 14. La tradición de la plaza como lugar de encuentro en tiempos de agitación también fue un factor en su uso como lugar de reunión de vigilia.

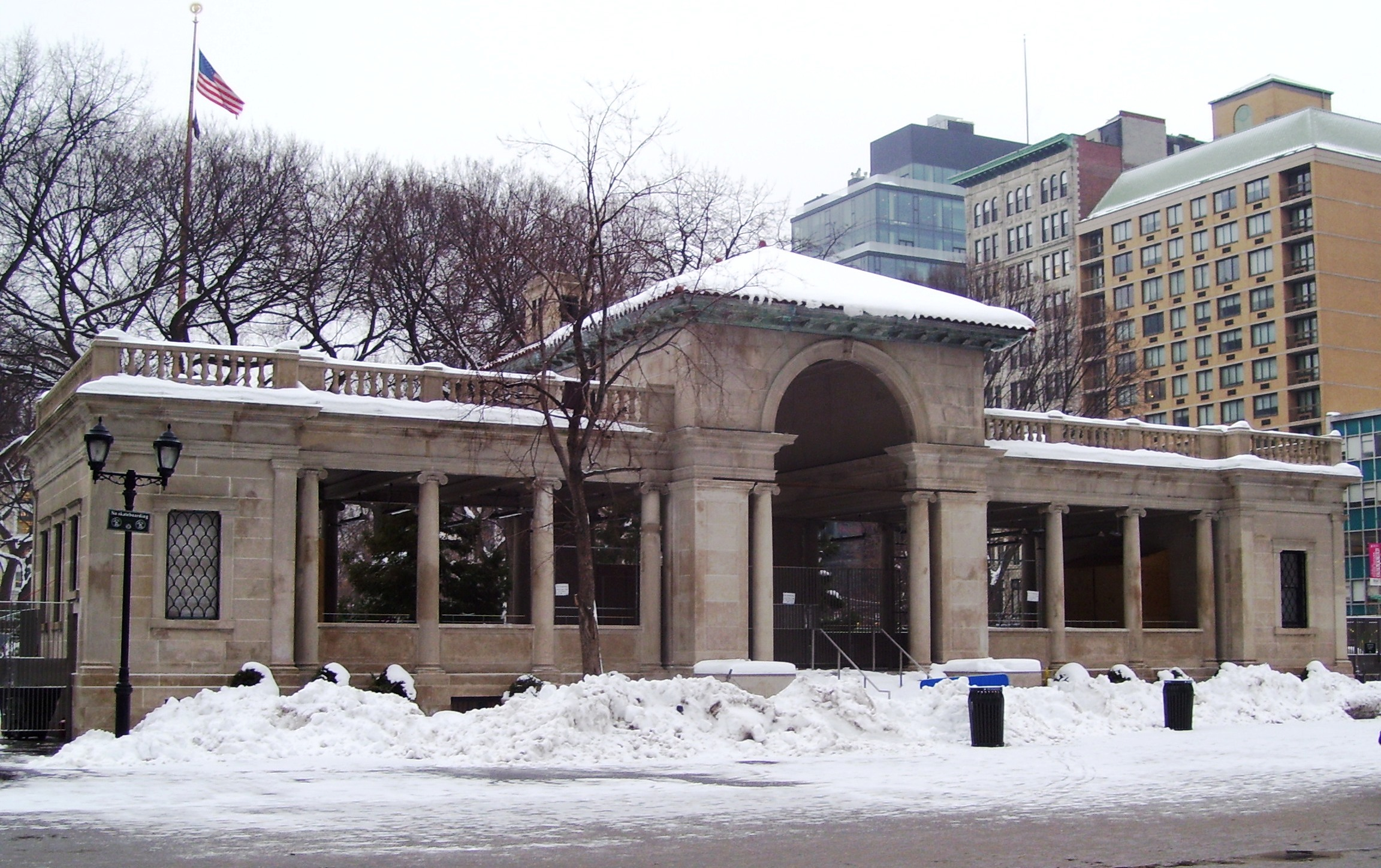
El pabellón renovado en el extremo norte del parque en febrero de 2011

En marzo de 2008, comenzó una renovación de dieciocho meses en el extremo norte del parque. Los defensores del plan lo describieron como la finalización de una renovación del Union Square Park que comenzó a mediados de la década de 1980 que mejoraría el parque al aumentar la cantidad y calidad del espacio de juegos, mejorar la calidad y función de la plaza pública, rehabilitar la estructura de concha muy deteriorada, mejorando las condiciones de trabajo para los empleados del parque y manteniendo la presencia de "ojos en la calle" de un restaurante en el corazón del parque. Las protestas y la acción política en respuesta a los planes de renovación originales dieron como resultado una reducción en el grado de renovación del pabellón, una reducción en la cantidad total de espacio que ocuparía el restaurante y un aumento en la cantidad de juegos dedicados. espacio, pero se mantiene una fuerte oposición a la idea de que cualquier uso comercial podría ocupar el pabellón. A pesar del hecho de que la cantidad total de espacio de juego en el parque aumentaría como resultado de la renovación, los críticos del plan afirmaron que el pabellón de concha de banda en sí debería convertirse en espacio de juego. El estado del edificio del pabellón histórico se llevó más tarde ante la Corte Suprema del Estado. A principios de 2009, un juez desestimó la demanda contra la renovación, allanando el camino para un restaurante de temporada en el pabellón.
Un elemento de controversia no relacionado con la concesión del restaurante es la inclusión de una sola línea de árboles en la calle, espaciados 9,1 m aparte, a lo largo del lado norte de la plaza. La inclusión de árboles fue posible sin reducir el espacio de reunión utilizable de la plaza por la decisión simultánea de eliminar una franja mediana pintada, que había separado el tráfico en dirección este y oeste a lo largo de la calle 17, aumentando así los límites norte de la plaza en varios pies. Los rieles de metal "temporales", soldados entre sí para hacer una cerca continua a lo largo del lado norte del sitio, fueron removidos como parte de la renovación de la plaza. Años atrás se había plantado una doble hilera de árboles a lo largo de la calle 17 como monumento a las víctimas del genocidio armenio.
Durante la renovación, Union Square Greenmarket se trasladó temporalmente al lado oeste del parque, regresando al extremo norte en abril de 2009.

## Edificios circundantes

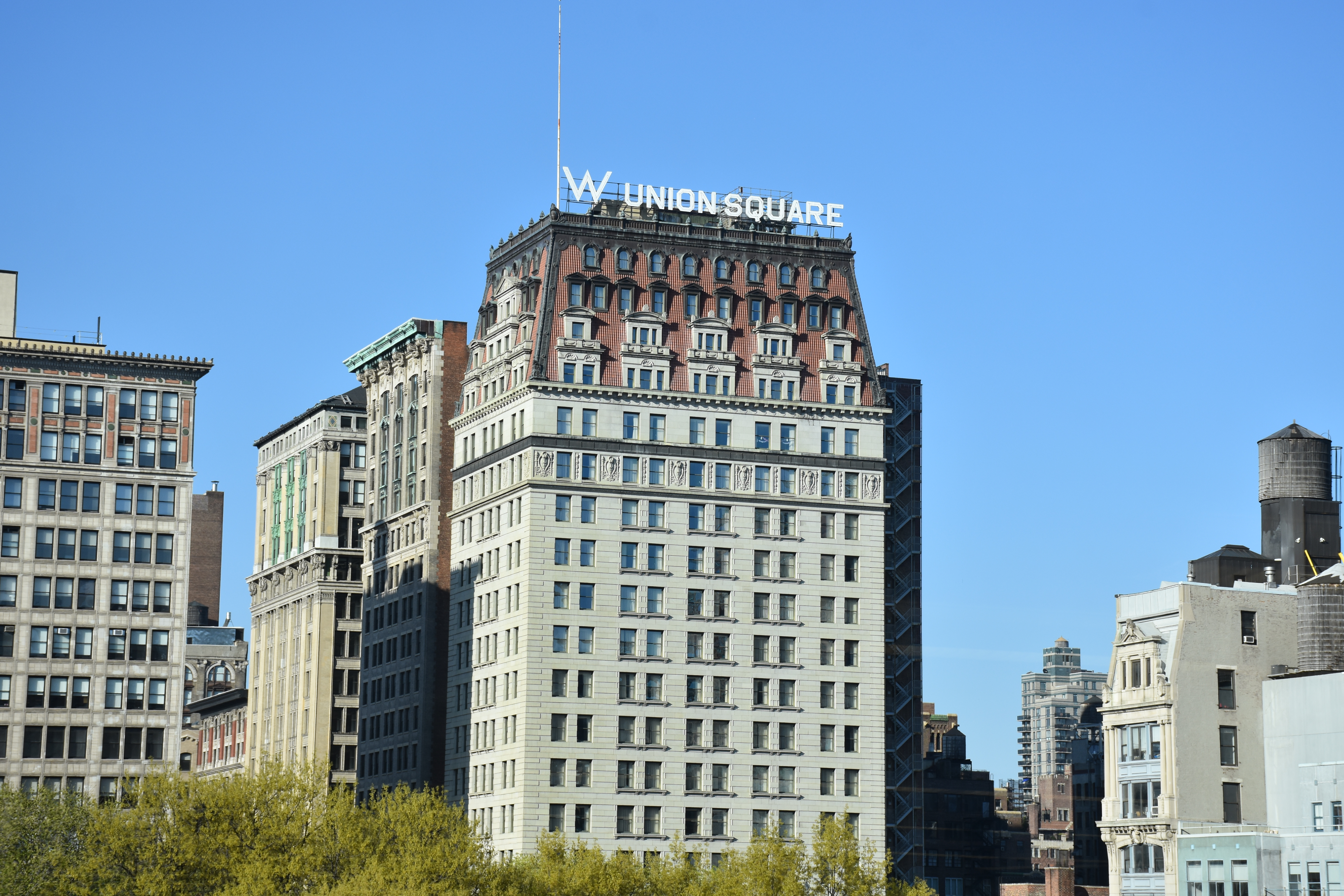
W New York Union Square; el Everett Building se puede ver a la izquierda

Hay varios edificios notables que rodean Union Square. En el sentido de las agujas del reloj desde el suroeste, son:
- Lincoln Building en Union Square West y la calle 14, un hito de la ciudad[44] que también figura en el Registro Nacional de Lugares Históricos (NRHP)
- Spingler Building en 5–9 Union Square West[45]
- 15 Union Square West (antiguo edificio de Tiffany & Co.[46]
- Bank of the Metropolis en 31 Union Square West, un hito de la ciudad[47] e inscrito en la lista del NRHP
- Decker Building en 33 Union Square West, un hito de la ciudad[48] e inscrito en la lista del NRHP
- Century Building (Barnes & Noble) en 33 East la calle 15, en el lado norte de Union Square, un hito de la ciudad[15] e inscrito en la lista del NRHP
- Everett Building en 45 East la calle 15, en el lado norte de Union Square, un símbolo de la ciudad[34]
- W New York Union Square (antiguo edificio de Germania Life Insurance Company) en 50 Union Square East / 105 East la calle 15, un hito de la ciudad[31] e inscrito en la lista del NRHP
- 44 Union Square East (antiguo edificio Tammany Hall), un hito de la ciudad[33]
- Teatro Daryl Roth (ex Union Square Savings Bank) en 20 Union Square East, un hito de la ciudad[49]
- Zeckendorf Towers en 1 Union Square East, un complejo de condominios en el antiguo emplazamiento de la tienda departamental a precio de ganga S. Klein
- One Union Square South (Davis Brody Bond, 1999),[50] presenta una escultura de pared cinética y un reloj digital que expulsa ráfagas de vapor, titulado Metronome.

Además, el Consolidated Edison Building está ubicado a una cuadra al este de las torres Zeckendorf. La casa club de Century Association está ubicada en la calle 15 entre Irving Place y Union Square East.

## Galería

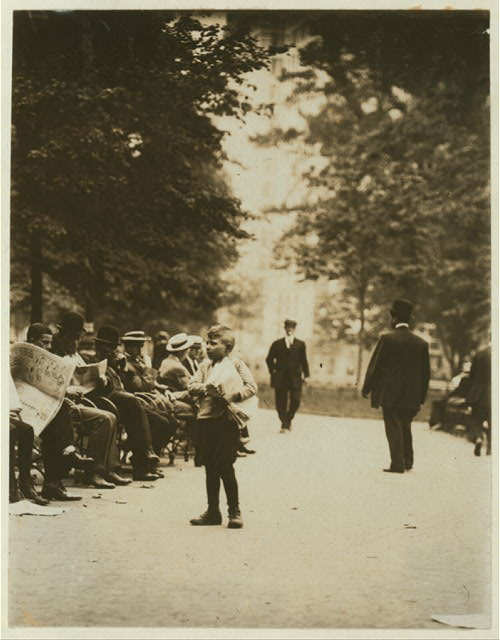
Union Square, julio de 1910
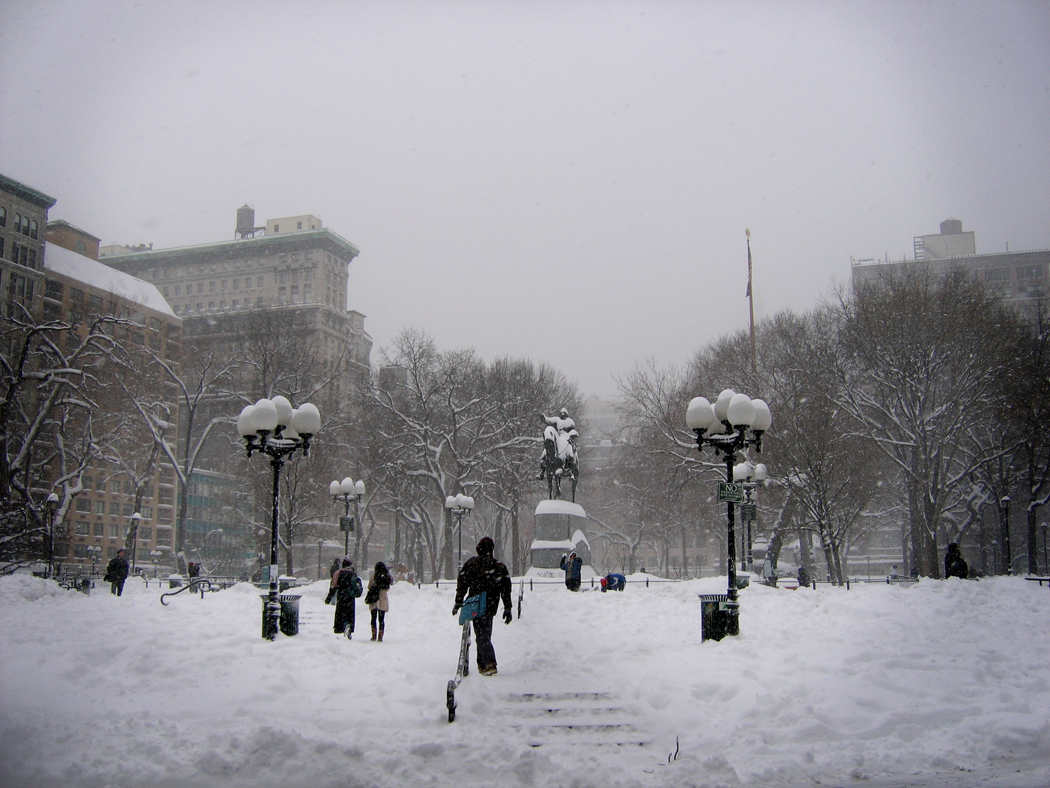
La plaza durante la ventisca de 2006
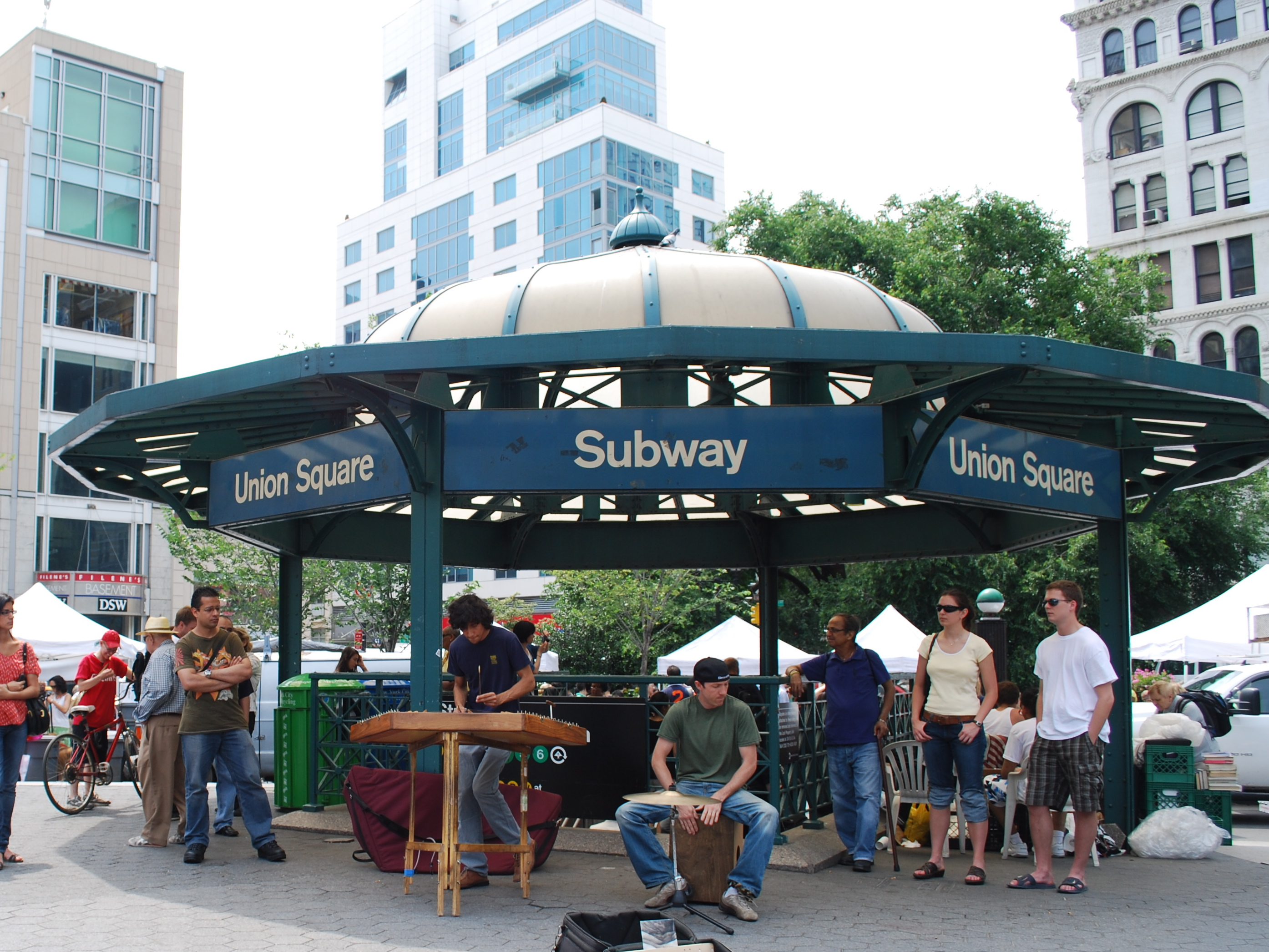
Entrada de la estación Calle 14–Union Square
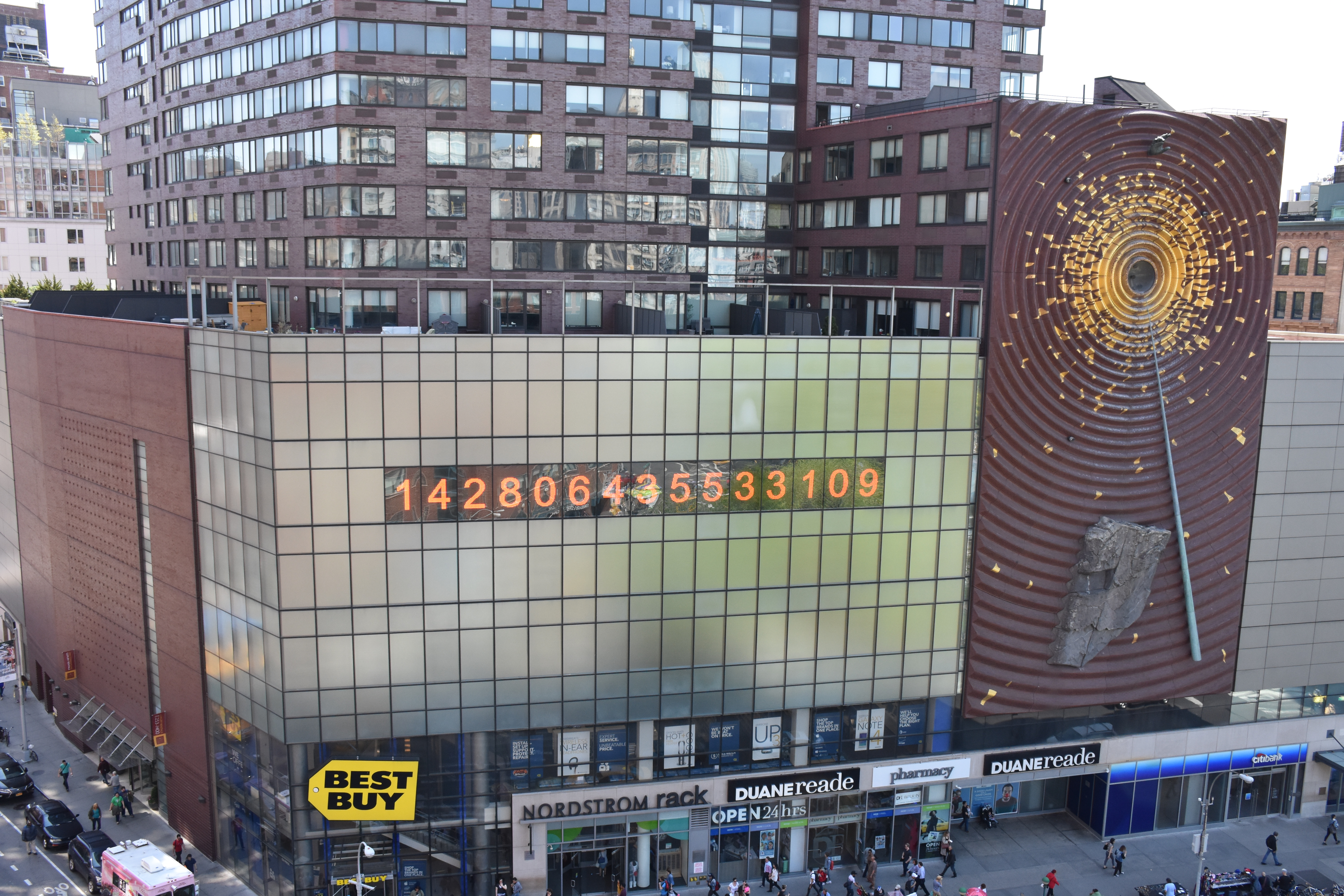
Metrónomo de Kristin Jones/Andrew Ginzel (1999)
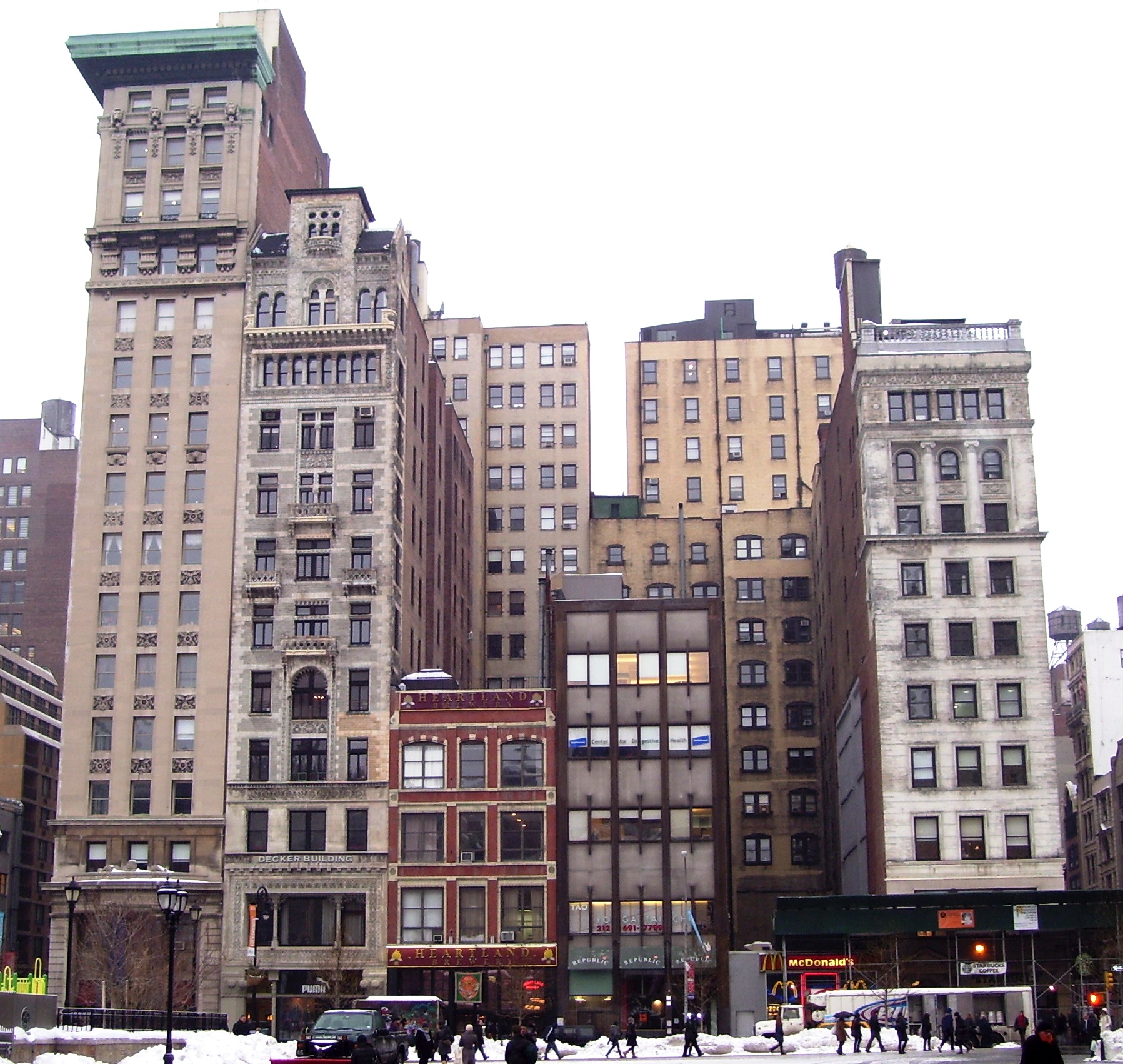
Union Square West en 2011
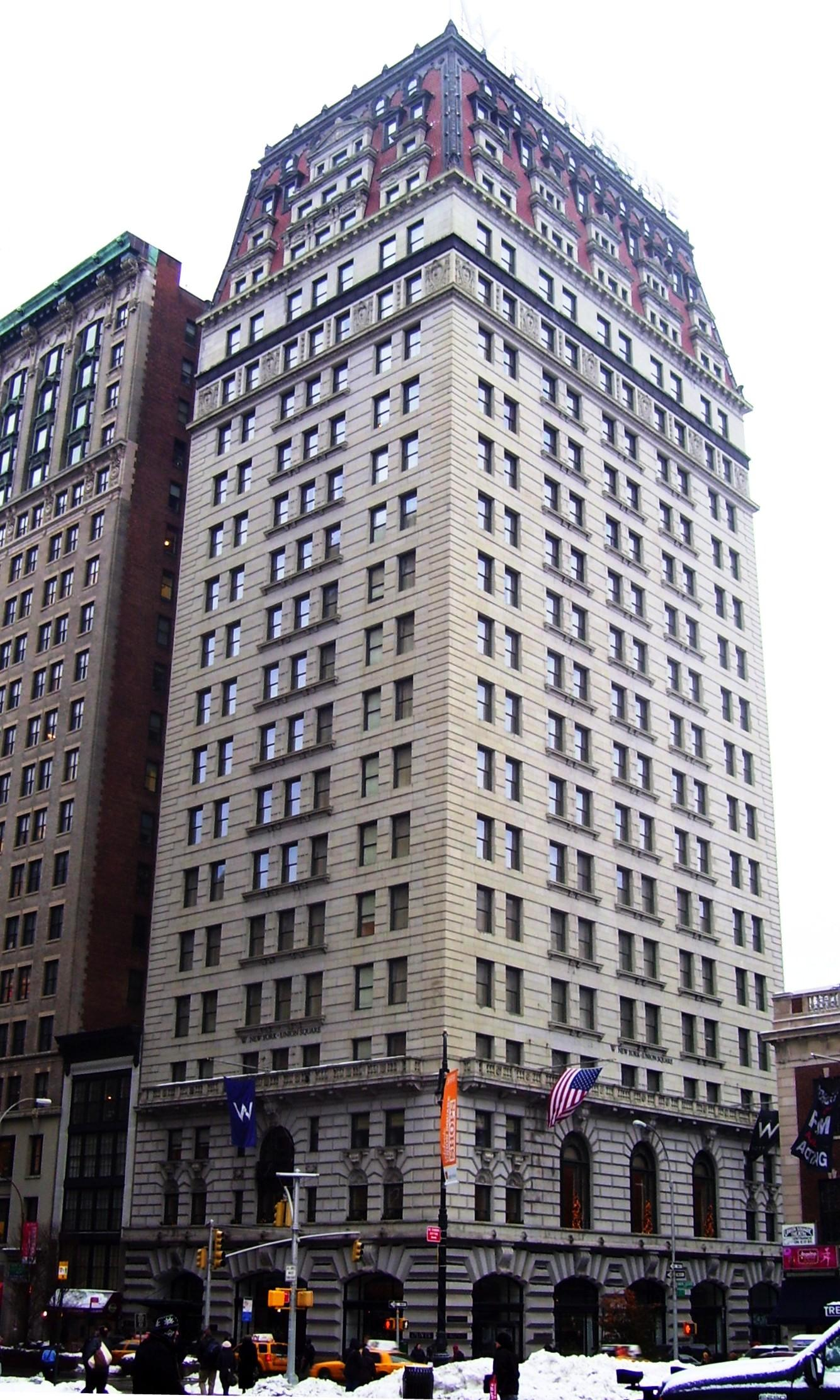
W New York Union Square
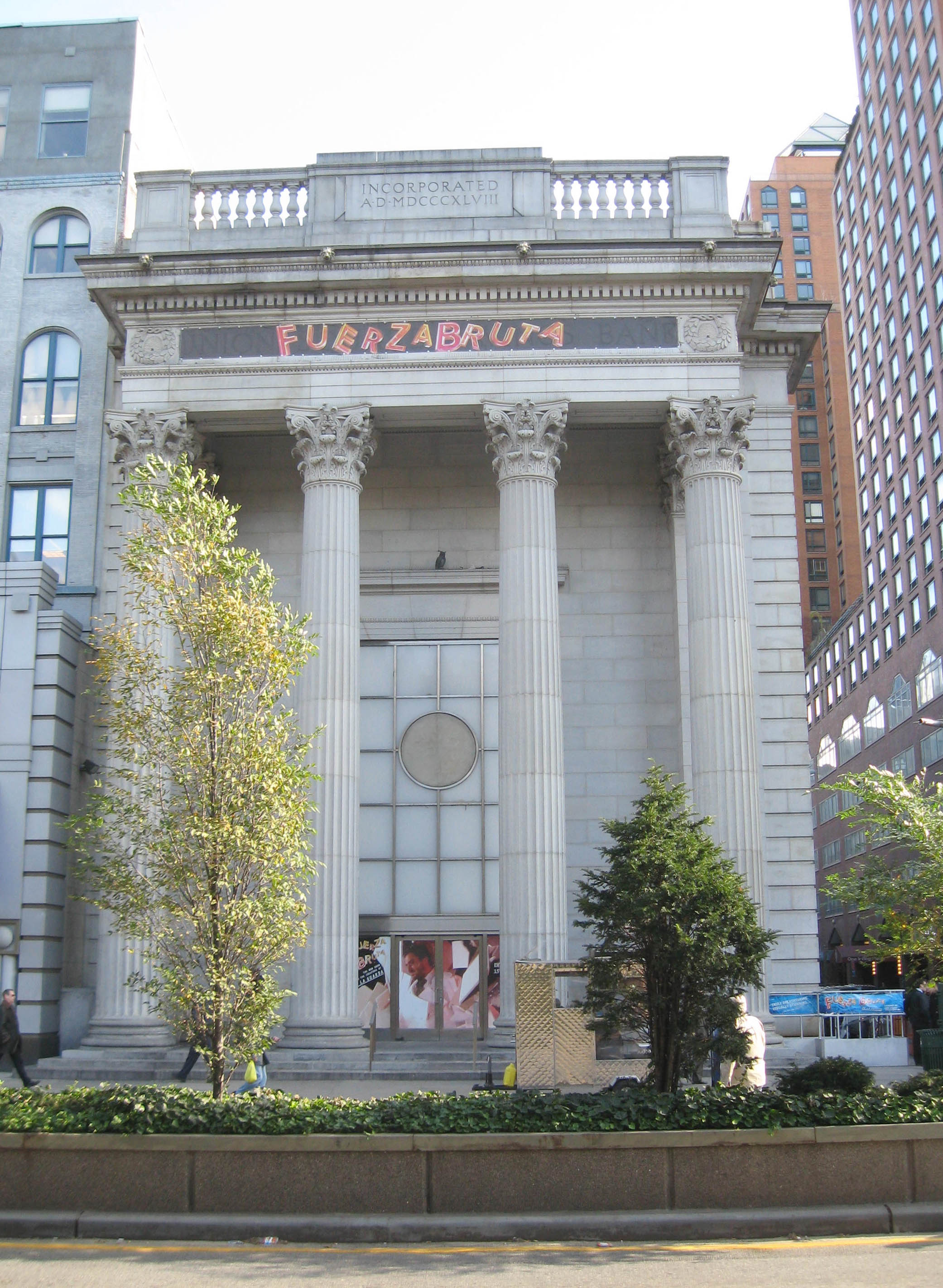
Germania Life Insurance Company
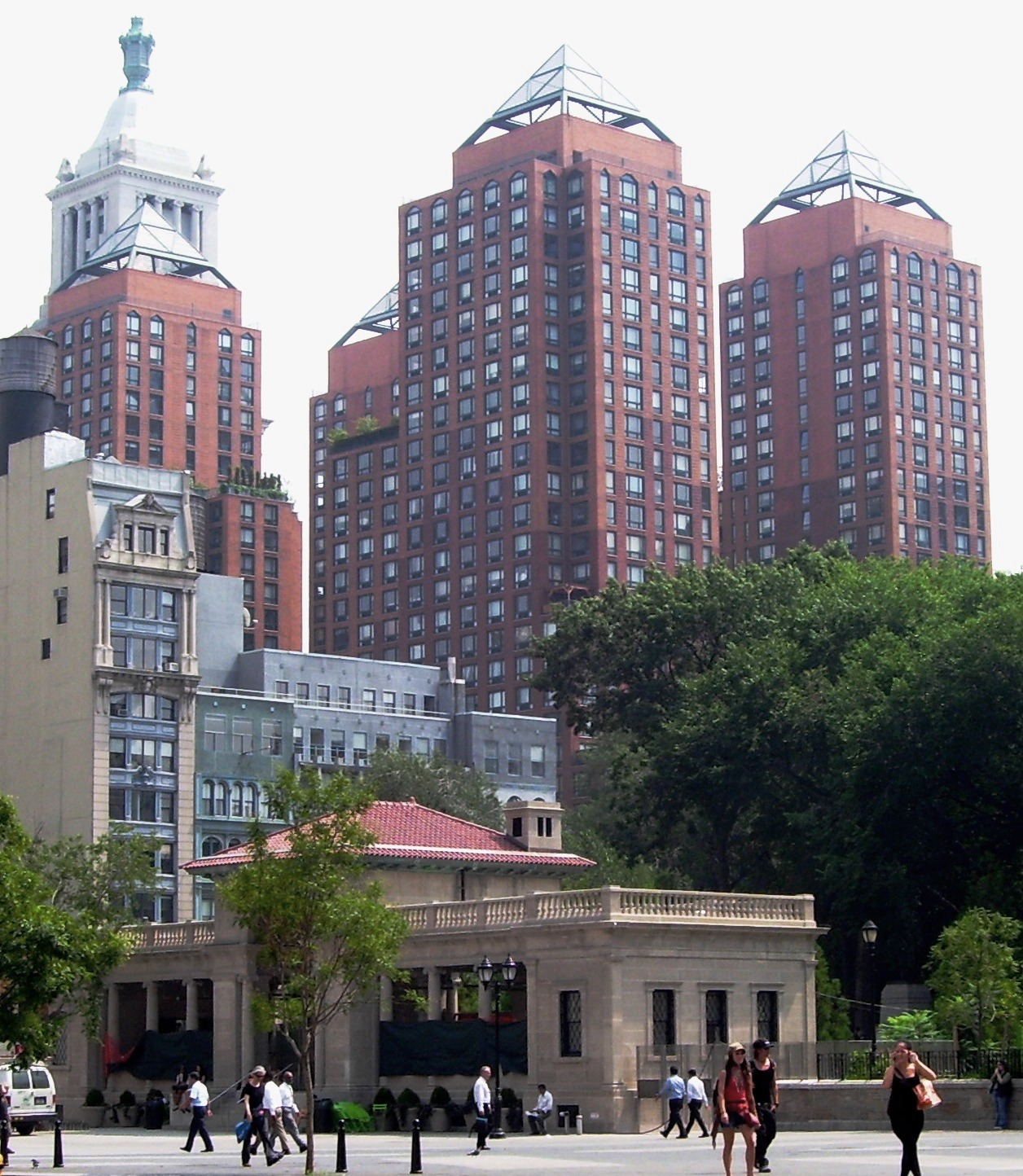
Zeckendorf Towers